# American Tragedy
American Tragedy (в переводе с англ. — «американская трагедия») — второй студийный альбом рэп-рок-группы Hollywood Undead. Альбом был записан в июне — ноябре 2010 года, релиз состоялся 5 апреля 2011 года. American Tragedy дебютировал на 4 позиции в Billboard 200, собрав около 67 тысяч копий в США. Альбом включает в себя четыре сингла: «Hear Me Now», «Been to Hell», «Coming Back Down» и «Comin' in Hot». На все синглы за исключением «Coming Back Down» были сняты видеоклипы. American Tragedy — первый альбом Hollywood Undead, записанный с новым участником группы Danny.

## Создание
Выпустив в 2009 году CD/DVD-издание Desperate Measures, группа стала готовить материал для второго студийного альбома. В начале 2010 года группу покинул солист Deuce, который решил начать сольную карьеру. Замена ему нашлась быстро, ей стал Дэниэль Мурильо (Danny) из Lorene Drive. Deuce в своей песне «Story of a Snitch» так написал об этом: «I created you from dirt and this is how you pay me back? Joinin' Lorene Drive just for tits and ass» (с англ. — «Я поднял вас из грязи и как вы мне отплатили? Променяли на Lorene Drive лишь ради сисек и задниц»). Danny полностью заменил Deuce в вокале.
Запись альбома началась летом 2010 года. Тогда же было сообщено, что релиз альбома состоится в начале следующего года. Запись завершилась в ноябре. Джеймс Динер, глава лейбла, на котором записывалась группа, заявил, что после выхода альбома группа сделает «большой шаг вперёд» (англ. big next step). Также было заявлено, что Дон Гилмор (англ. Don Gilmore), работавший над альбомом Swan Songs, станет исполнительным продюсером и нового альбома. В процессе записи J-Dog заявил в интервью: «Прошло много времени, мы вышли из студии, запись окончена, мы выбили всё дерьмо из себя, и, безусловно, второй альбом будет лучше первого. Это была трудная работа, но мы её наконец завершили, и мы рады, что наш первый трек уже выпущен». 11 января 2011 года группа опубликовала название альбома, American Tragedy, видео-предобзор и отрывок из инструментальной версии песни «Been to Hell». В интервью Johnny 3 Tears разъяснил значение названия альбома. Речь идёт о том, что многие американские молодые люди живут с верой в какие-либо идеалы, которые становятся ложными по мере того, как люди взрослеют.
19 января группа опубликовала фото, на котором были представлены все участники уже в обновлённых масках. Группа так объяснила смену масок: «Маски представляют нас как группу в целом. Мы хотели новые маски, потому что чувствовали, что уже много времени прошло с момента первой записи, пора начать новую главу». Вдобавок Джерри Константайн (англ. Jerry Constantine) отметил, что фанаты порой делают маски лучше, чем у самих участников группы. «Таким образом мы сделали ещё один шаг вперёд», — заявил J-Dog после смены масок. Каждый участник сам проектировал свою новую маску, при этом не отходя далеко от концепции предыдущей. Johnny 3 Tears нашёл маски более сложными и считал, что они полностью оправдывали усилия, вложенные в альбом.
По словам Johnny 3 Tears, American Tragedy гораздо тяжелее Swan Songs: «Здесь больше рока, тяжёлого звучания и боли в песнях. Когда вы пишете песни, вы очень чувствительны к тому, что происходит в мире. Я бы сказал, что мы включили в наши песни не только то, что видим вокруг нас, а гораздо больше. Трудно писать весёлые песни, когда 14 % населения — безработные». 25 февраля группа назвала точную дату релиза альбома — 5 апреля 2011 года. Говоря об альбоме в целом, Johnny 3 Tears сказал: «American Tragedy — это та запись, которую, как я всегда надеялся, Hollywood Undead запишет. Мы сделали это и очень гордимся собой. Мы надеемся, что нашим фанатам он нравится так же, как и нам. Наши фанаты — всё для нас, и мы посвящаем этот альбом им».

## Содержание
American Tragedy открывается синглом «Been to Hell». J-Dog сказал про эту песню: «…правдивая история о том, что происходит с людьми, приезжающими в Лос-Анджелес. Они хотят стать актёрами, моделями и ещё бог знает кем. Большинство людей не видят всего этого, но мы видим, и наша песня — лишь интерпретация этого всего…». Затем следует песня «Apologize». Этот трек по большей части адресован критикам. Припев песни начинает со слов: «We don’t apologize and that’s just the way it is, but we can harmonize even if we sound like shit» (с англ. — «Мы не извиняемся, ведь так всё обстоит на самом деле, мы будем звучать гармонично, даже если будем звучать отстойно)». Третья песня, «Comin' in Hot», с юмором описывает то, что происходит в ночном клубе. «My Town» рассказывает о жизни в Лос-Анджелесе и Голливуде. Следующий трек — «I Don’t Wanna Die», песня о страхе смерти. Шестая песня, «Hear Me Now», является первым синглом с American Tragedy. J-Dog признался, что это его любимая песня, так как в неё вложено очень много усилий. Слова песни очень мрачные и рассказывают об истории безнадёжного, впавшего в депрессию человека. Однако музыка создаёт контраст. Следующая песня, «Gangsta Sexy», рассказывает о похождениях по клубам. Трек номер 8, «Glory», о войне, сражениях и о победе. Песня «Lights Out» — о бывшем участнике группы, Deuce. Эта песня — ответ на «Story of a Snitch» и «When We Ride». В то же время эта песня является диссом. «Coming Back Down» — история о потере любимого человека. Песня спета под акустическую гитару. Трек 11 «Bullet» — песня о самоубийстве. Тёмный смысл слов контрастирует с оптимистичной музыкой и пением маленькой девочки в конце. Рик Флорино назвал эту композицию «мучительный гений» («heart-wrenching genius»). «Levitate» — песня об алкоголе и неразделённой любви. «Pour Me» — мрачная баллада, сравнимая с песней «Stan» Эминема. Johnny 3 Tears так отозвался об этой песне: «С „Pour Me“ мы долго возились с аккордами, и вышел необычно мажорный аккорд, мы к такому не привыкли. Звучит так мелодично. Мы говорим о выпивке, потому как все мы зачастую слишком много пьём. Это такая вещь, с которой люди сталкиваются каждый день, но у них не хватает сил прислушаться к внутреннему голосу. Не каждому гордость позволит признаться в алкоголизме». Официальное издание альбома заканчивается песней «Tendencies» — четырнадцатый трек, последняя композиция на официальном издании альбома. Это тяжёлая песня об убийстве. Johnny 3 Tears заявил: «Когда мы создавали „Tendencies“, я хотел сделать песню, под которую подростки начинали бы отрываться по полной. Народ устраивает мошпит на наших концертах. Не каждую песню из нашего репертуара можно назвать лучшей мош-песней, а я всегда хотел написать песню, под которую люди бы начинали сходить с ума».
Deluxe-издание альбома открывается композицией «Mother Murder». Эту песню часто сравнивают с «Black Dahlia» из альбома Swan Songs. Далее следует «Lump Your Head», песня как будто бы взята из фильма 50-х годов про ограбление банка. Следующая, «Le Deux», использует много синтезаторов, добавляя электроники в рок-песню. Deluxe-издание завершается мрачной песней «S.C.A.V.A.». Автор рассуждает, будет ли конец света 2012 года или нет. Когда группа была в туре с Avenged Sevenfold, гитарист Синистер Гейтс сказал: «Чёрт возьми, это самые сумасшедшие стихи, которые я когда-либо слышал!». Номером 19 считается бонус-трек от iTunes, «Street Dreams».

## Синглы и продвижение альбома
20 января 2011 года Hollywood Undead отправилась в Nightmare After Christmas Tour в поддержку альбома вместе с Avenged Sevenfold, Stone Sour и New Medicine.
8 декабря 2010 года группа анонсировала выход своего первого сингла альбома под названием «Hear Me Now». 13 декабря песня появилась на радио, а 21 декабря — на странице группы в YouTube. J-Dog сообщил, что это его любимая песня. Текст песни повествует о человеке, впавшем в депрессию. Ему надо, чтобы его услышали («Hear Me Now», с англ. — «услышь меня»). На фоне мрачных слов, однако, играет светлая музыка. AOL Radio Blog назвал эту песню «Great Rock Smash» (приблизительный перевод: «Великий взрыв рока»). Сингл находился в чартах iTunes, Zune Rock , Zune Network, Billboard Mainstream, Billboard Alternative и Billboard Rock.
21 января вышел новый трек, «Comin' in Hot». Песня была доступна лишь тем, кто поставил «Нравится» («Like») на странице группы в Facebook как вознаграждение за успех «Hear Me Now». Трек был рассмотрен журналом Evigshed, и оба трека, «Hear Me Now» и «Comin' in Hot», получили идеальные 10 баллов из 10. Было отмечено, что «Comin' in Hot» гораздо оптимистичнее и более запоминающийся. 6 февраля, незадолго до полуночи, группа на своём официальном сайте опубликовала песню «Been to Hell». 16 февраля произошла утечка трека «Coming Back Down» на различные сайты, и группа подтвердила, что эта песня появится в альбоме, а её продюсером выступит Кевин Рудольф (англ. Kevin Rudolf). Брайан Вординг (англ. Brian Voerding) отметил, что в этой песне показана вся мощь группы и в отношении вокала, и в отношении речитатива, подобно Linkin Park. Якоб Уильямс (англ. Jacob Williams) из группы Channel 12 отправил Hollywood Undead e-mail, что во время создания припева он поможет с дорожкой для гитары.
21 февраля группа опубликовала объявление, что отправляется в Revolt Tour в поддержку альбома. На сайте были предоставлены даты: с 6 апреля по 27 мая. Тур проходил по всей Северной Америке, вместе с Hollywood Undead в туре также приняли участие Drive-A, New Medicine и 10 Years.
Песня «Levitate» вошла в саундтрек к игре Need For Speed: Shift 2 Unleashed. Это было анонсировано 12 марта, тогда, когда группа сообщила о выходе видео на песню Been to Hell. Релиз видео состоялся 15 марта через iTunes и 18 марта на официальном сайте Hollywood Undead. 22 марта группа появилась живьём на ночном ток-шоу Lopez Toight и исполнила песню «Hear Me Now». Группа выпила почти весь бар передачи. Джордж Лопез (англ. George Lopez) сказал J-Dog: «Выпейте хоть всё. Мне плевать. Но я ни разу не видел, чтобы кто-нибудь мог столько выпить».
1 апреля 2011 года, в полночь, группа выложила все песни альбома на своей странице MySpace для прослушивания. 9 апреля состоялся релиз видео на песню «Comin' in Hot», четвёртый сингл альбома.
23 апреля, во время Revolt Tour Hollywood Undead выступали на популярном рок-фестивале UFEST в Аризоне. Они пели вместе с Papa Roach, All That Remains, Drowning Pool и Accepted. 5 мая группу пригласили играть на шоу в Юте для радиостанции X96 вместе с Flogging Molly, 10 Years, Drive-A, New Medicine, Middle Class Rut, Drowning Men и Brogan Kelby. Они играли на фестивале Rockfest. Последний концерт состоялся 10 июля в Милуоки. В нём приняли участие Saving Abel, Jackyl, Blackberry Smoke, The Red Jumpsuit Apparatus, Civil Twilight, Hinder, Fuel, Urge Overkill, My Darkest Days, Sick Puppies, Finger Eleven, Pop Evil, Sevendust, Buckcherry и 10 Years.
8 июля 2011 года был анонсирован сингл «My Town» и объявлен конкурс фанатских видео. По окончании конкурса 22 июля должны были быть выбраны лучшие видео, которые вошли бы в видеоклип, но выпуск сингла и музыкального видеоклипа был отложен на неопределённый срок. Однако, в июне 2013 видеоклип на песню был слит на YouTube.

## Приём

### Коммерческий успех
American Tragedy занял четвёртое место в американском чарте Billboard 200. Проданный тиражом около 67 000 экземпляров, он опередил альбом Уиз Халифа Rolling Papers и F.A.M.E. Криса Брауна и уступил 21 певицы Адель, Femme Fatale Бритни Спирс и The King of Limbs группы Radiohead. Charlie Scene шутливо отметил: «Признаться честно, всю неделю я с нетерпением ждал возможности оказаться над Бритни, но быть позади неё и Адель это воспоминание, которые мы с ребятами никогда не забудем». Также American Tragedy занял первое место в чарта US Hard Rock, второе в US Rock и одиннадцатое в чарте Tastemaker Albums. За пределами США, он дебютировал на 5 место в национальном чарте Канады и на 43 в Великобритании.

### Отзывы критиков
| Оценки критиков    | Оценки критиков |
| Источник           | Оценка          |
| ------------------ | --------------- |
| Allmusic           | [ 1 ]           |
| Artistdirect       | [ 29 ]          |
| BBC Music          | [ 30 ]          |
| Los Angeles Times  | [ 31 ]          |
| The Minaret Online | [ 11 ]          |
| Revolver           | [ 32 ]          |

American Tragedy получил преимущественно смешанные отзывы от музыкальных критиков. На сайте «Metacritic» его рейтинг составил 59 баллов из 100 возможных по версии критиков и 7.9 балла из 10 по версии пользователей
.
Рик Флорино из Artistdirect поставил альбому 5 баллов из 5. По его мнению, вместо того, что бы копировать свой дебютный релиз, группа «решает проделать более мрачный, глубокий и смертельный путь». Он также пишет, что «Hollywood Undead находятся в опасном промежутке между незабываемым и тревожащим», приводя в пример композицию «Bullet», которая несмотря на свою броскость и веселость рассказывает мрачную историю о стремлении к суициду. В качестве примера незабываемой композиции Флорино привёл «Pour Me». «Баллада злой силы, которую почувствует каждый, кто слушает этот трек», — пишет он. На SoCal Music Today American Tragedy присудили 4 звезды из 5 возможных. Альбом там назвали «Правильным шагом в музыкальном направлении». В качестве ключевых композиций выделили: «Been To Hell», «Comin’ In Hot», «My Town», «Lights Out» и «Coming Back Down».
Джереми Борджон из журнала Revolver оценил альбом в 4 из 5 звёзд и похвалил разнообразие настроений в альбоме. Самыми выдающимися композициями в альбоме он назвал «Been to Hell», «Apologize», «Comin' in Hot», «Bullet», «Levitate», и «Tendencies». Слабым местом в альбоме, по его мнению, являются баллады «Coming Back Down» и «Pour Me». Он пишет, что на фоне главных хитов альбома, эти треки легко забываются. Ричард Соломон, обозреватель The Minaret Online, отметил, что American Tragedy может понравиться как старым фанатам Hollywood Undead, так и тем, кого не заинтересовал их предыдущий альбом, Swan Songs.
Джейсон Лимангравер, рецензент Allmusic, оценил альбом в 2 балла из 5, отметив, что, несмотря на то, что в альбоме чувствуется влияние различный стилей, от мейнстримовского попа до южного рэпа, сама группа мало изменилась. Тексты песен, по его мнению, до сих пор являются женоненавистническими и грубыми. Также он заявил, что Hollywood Undead звучат как карикатура на Эминема или Кид Рока.

### Награды
| Год  | Номинированы за | Категория                            | Результат | Место |
| ---- | --------------- | ------------------------------------ | --------- | ----- |
| 2011 | «Been to Hell»  | AOL Radio: Top 10 Rock Songs of 2011 | Победа    | 5     |

## Список композиций
| №   | Название            | Автор(ы)                                              | Продюсеры                                  | Длительность |
| --- | ------------------- | ----------------------------------------------------- | ------------------------------------------ | ------------ |
| 1.  | «Been to Hell»      | Д. Деккер, Д. Мурильо, Д. Рейган, Д. Террел           | Дон Гилмор                                 | 3:23         |
| 2.  | «Apologize»         | Д. Деккер, Д. Мурильо, Д. Рейган, Д. Террел, М. Бусек | Гриффин Бойс                               | 3:27         |
| 3.  | «Comin' in Hot»     | Д. Альварез, Д. Мурильо, Д. Террел                    | Гриффин Бойс                               | 3:43         |
| 4.  | «My Town»           | Д. Альварез, Д. Мурильо, Д. Рейган                    | Сэм Холландер, Дейв Кэтц                   | 3:36         |
| 5.  | «I Don't Wanna Die» | Д. Деккер, Д. Мурильо, Д. Рейган, Д. Террел           | Гриффин Бойс                               | 3:59         |
| 6.  | «Hear Me Now»       | Д. Деккер, Д. Мурильо, Д. Рейган                      | Сэм Холландер, Дейв Кэтц                   | 3:34         |
| 7.  | «Gangsta Sexy»      | Д. Альварез, Д. Мурильо, Д. Террел                    | Дон Гилмор                                 | 3:54         |
| 8.  | «Glory»             | Д. Деккер, Д. Мурильо, Д. Рейган                      | Дон Гилмор                                 | 3:34         |
| 9.  | «Lights Out»        | Д. Альварез, Д. Мурильо, Д. Террел, Д. Деккер         | Бен Гросс                                  | 3:51         |
| 10. | «Coming Back Down»  | Д. Мурильо, Д. Деккер, Д. Рейган                      | Кевин Рудольф, Джефф Халатракс, Якоб Кэшер | 3:23         |
| 11. | «Bullet»            | Д. Мурильо, Д. Террел, Д. Деккер, Д. Рейган           | Гриффин Бойс                               | 3:18         |
| 12. | «Levitate»          | Д. Мурильо, Д. Террел, Д. Деккер, Д. Рейган           | Кевин Рудольф, Якоб Кэшер                  | 3:24         |
| 13. | «Pour Me»           | Д. Мурильо, Д. Деккер, Д. Рейган                      | Дон Гилмор                                 | 4:03         |
| 14. | «Tendencies»        | Д. Мурильо, Д. Деккер, Д. Рейган, М. Бусек            | Гриффин Бойс                               | 3:32         |

| №   | Название         | Автор(ы)                                                           | Длительность |
| --- | ---------------- | ------------------------------------------------------------------ | ------------ |
| 15. | «Mother Murder»  | Д. Мурильо, Д. Деккер, Д. Рейган, Д. Террел                        | 4:10         |
| 16. | «Lump Your Head» | Д. Мурильо, Д. Деккер, Д. Рейган, М. Бусек, Д. Террел, Д. Альварез | 3:37         |
| 17. | «Le Deux»        | Д. Мурильо, Д. Деккер, Д. Рейган, Д. Террел, Д. Альварез           | 3:45         |
| 18. | «S.C.A.V.A.»     | Д. Мурильо, Д. Рейган                                              | 4:04         |

| №   | Название        | Автор(ы)                                                | Длительность |
| --- | --------------- | ------------------------------------------------------- | ------------ |
| 19. | «Undead» (Live) | Д. Деккер, А. Эрликман, Д. Рейган, Д. Террел, Р. Дэйсли | 4:04         |

| №   | Название        | Автор(ы)                                     | Продюсеры  | Длительность |
| --- | --------------- | -------------------------------------------- | ---------- | ------------ |
| 19. | «Street Dreams» | Д. Мурильо, Д. Деккер, Д. Рейган, Д. Террел, | Дон Гилмор | 4:04         |

| №   | Название                       | Автор(ы)                                              | Продюсеры    | Длительность |
| --- | ------------------------------ | ----------------------------------------------------- | ------------ | ------------ |
| 20. | «Comin' in Hot» (Instrumental) | Д. Мурильо, Д. Террел, Д. Альварез                    | Гриффин Бойс | 3:43         |
| 21. | «Apologize» (Instrumental)     | Д. Деккер, Д. Мурильо, Д. Рейган, Д. Террел, М. Бусек | Гриффин Бойс | 3:27         |

## Участники записи
| Hollywood Undead - Charlie Scene — вокал, соло-гитара, композитор - Da Kurlzz — ударные, перкуссия, скриминг, вокал, композитор - Danny — вокал, композитор, клавишные, ритм-гитара в "Lights Out" - Funny Man — вокал, композитор - J-Dog — клавишные, синтезатор, пианино, ритм-гитара, бас-гитара, вокал, скриминг, композитор - Johnny 3 Tears — вокал, композитор Приглашённые музыканты - Дин Баттерворт — ударные - Дориан Крозир — ударные - Уилл Хант — ударные - Дарен Пфайфер — ударные - Джон 5 — соло-гитара - Якоб Уильямс — бас-гитара - Мэтт Мэйс — вокал - Петра Кристенсен — вокал - Ник Лэйер — вокал - Джейми Мухоберак — клавишные - B.C. Smith — клавишные - Дэйв Кэтц — гитара, композитор - Джефф Халавакс — композитор - Якоб Кэшер — композитор | Персонал - Дон Гилмор — композитор, продюсер - Гриффин Бойс — звукорежиссёр, продюсер, сведение, бас-гитара, ударные, перкуссия, орган, программирование, струнные - Бен Гросс — продюсер, звукорежиссёр, сведение, клавишные, программирование, композитор - Джефф Халатракс — продюсер, гитара - Кевин Рудольф — продюсер, звукорежиссёр, инструментовка, композитор - Сэм Холландер — продюсер, композитор, программирование - Шон Голд — звукорежиссёр, сведение, гитара, бас-гитара, программирование - Кен Дадли — звукорежиссёр - Пол Павао — звукорежиссёр - Марк Кикзула — звукорежиссёр - Джереми Миллер — помощник звукорежиссёра - Грант Майклс — помощник звукорежиссёра, программирование - Граам Харгров — помощник звукорежиссёра - Шон Кериэл — звукорежиссёр - Дайлан Дресдоу — сведение - Сербан Генеа — сведение - Джон Хэйнс — сведение - Хайме Мартинес — ассистент - Тим Робертс — ассистент - Йонас Экерланд — фотография - Джефф Дженк — фотография - Рохелио Эрнандес II — арт-директор, графический дизайн - Джеймс Динер — A&R |  |

## Позиции в чартах
| Чарт (2011)           | Высшая позиция |
| --------------------- | -------------- |
| Canadian Albums Chart | 5              |
| UK Albums Chart       | 43             |
| Billboard 200         | 4              |
| Rock Albums           | 2              |
| Alternative Albums    | 2              |
| Hard Rock Albums      | 1              |
| Digital Albums        | 2              |
| Tastemaker Albums     | 11             |

### Годовые чарты
| Чарт (2011)            | Позиция |
| ---------------------- | ------- |
| Billboard 200          | 142     |
| Top Alternative Albums | 21      |
| Top Hard Rock Albums   | 5       |
| Top Rock Albums        | 26      |

## История издания
| Регион    | Дата            | Лейбл                     | Формат                                | Каталог    | Ссылка |
| --------- | --------------- | ------------------------- | ------------------------------------- | ---------- | ------ |
| Евросоюз  | 4 апреля, 2011  | Polydor                   | CD, цифровая загрузка                 | B004NTVMRY | [ 41 ] |
| Евросоюз  | 4 апреля, 2011  | Polydor                   | Deluxe edition CD и цифровая загрузка | B004QHBMZK | [ 42 ] |
| США       | 5 апреля, 2011  | A&M/Octone                | CD, цифровая загрузка                 | 15275      | [ 43 ] |
| США       | 5 апреля, 2011  | A&M/Octone                | Deluxe edition CD и цифровая загрузка | 2762142    | [ 44 ] |
| Австралия | 8 апреля, 2011  | Universal Music Australia | Deluxe edition CD и цифровая загрузка |            | [ 45 ] |
| Япония    | 13 апреля, 2011 | Universal                 | CD, цифровая загрузка                 | UICA1058   | [ 46 ] |
| Япония    | 13 апреля, 2011 | Universal                 | Deluxe edition CD и цифровая загрузка | UICA9031   | [ 47 ] |